# Moerbeifamilie
De moerbeifamilie (Moraceae) is een familie van tweezaadlobbige houtige planten met melksap. De familie komt vooral voor in tropische en warme gematigde streken.
In het Cronquist-systeem (1981) werd de familie in de orde Urticales geplaatst: alle planten in die orde zijn door het APG III-systeem (2009) geplaatst in de Rosales.
In Wikipedia hebben de volgende soorten een eigen pagina:
| Nederlandse naam               | Botanische naam          |
| ------------------------------ | ------------------------ |
| Bodhiboom                      | Ficus religiosa          |
| Broodboom                      | Artocarpus altilis       |
| Indische rubberboom            | Ficus elastica           |
| Kaapse wilde vijg              | Ficus sur                |
| Letterhout                     | Brosimum Guianense       |
| Marang                         | Artocarpus odoratissimus |
| Nangka (jackfruit)             | Artocarpus heterophyllus |
| Osagedoorn                     | Maclura pomifera         |
| Papiermoerbei                  | Broussonetia papyrifera  |
| Rode moerbei                   | Morus rubra              |
| Tjampedak                      | Artocarpus integer       |
| Vijgenboom                     | Ficus carica             |
| Vioolbladplant                 | Ficus lyrata             |
| Waringin                       | Ficus benjamina          |
| Wilde of Egyptische vijgenboom | Ficus sycomorus          |
| Witte moerbei                  | Morus alba               |
| Zwarte moerbei                 | Morus nigra              |

Wereldwijd telt de familie 1100 soorten (waarvan 750 in Ficus) in de volgende geslachten:
- Antiaris, Antiaropsis, Artocarpus, Bagassa, Batocarpus, Bleekrodea, Bosqueiopsis, Brosimum, Broussonetia, Castilla, Clarisia, Dorstenia, Fatoua, Ficus, Helianthostylis, Helicostylis, Hullettia, Maclura, Maquira, Mesogyne, Milicia, Morus, Naucleopsis, Parartocarpus, Perebea, Poulsenia, Prainea, Pseudolmedia, Scyphosyce, Sorocea, Sparattosyce, Streblus, Treculia, Trilepisium, Trophis, Trymatococcus, Utsetela